# Luz Dourada
Luz Dourada é o quarto álbum da carreira da cantora e compositora baiana Margareth Menezes. O álbum foi lançado em 1993, pela PolyGram do Brasil (atual Universal Music) e, assim como o anterior, teve lançamento mundial.

## Faixas
| N.º | Título                 | Compositor(es)                          | Duração |  |
| 1.  | "Vou Mandar"           | Fôca                                    |         |  |
| 2.  | "Black Show"           | Fôca                                    |         |  |
| 3.  | "Luz Dourada"          | Juraíldes da Cruz                       |         |  |
| 4.  | "Vou Mexer"            | Margareth Menezes                       |         |  |
| 5.  | "Novos Rumos"          | Jota Maranhão                           |         |  |
| 6.  | "Mar de Amor"          | Margareth Menezes                       |         |  |
| 7.  | "Raça Negra"           | Jorge Zarath e Dito                     |         |  |
| 8.  | "Desabalada"           | Prata, Jean Garfunkel e Paulo Garfunkel |         |  |
| 9.  | "Club do Brown Benjor" | Carlinhos Brown                         |         |  |
| 10. | "Até Rir O Mar"        | Margareth Menezes                       |         |  |
| 11. | "Olho do Farol"        | Lenine                                  |         |  |
| 12. | "Chegar à Bahia"       | Caetano Veloso                          |         |  |